# Ḩasāsaneh-ye Yek
Ḩasāsaneh-ye Yek (persiska: حساسنه یک, Ḩasāsaneh-ye 1, Ḩasāsaneh-ye Bālā, حساسنه ۱) är en ort i Iran.   Den ligger i provinsen Khuzestan, i den västra delen av landet, 600 km sydväst om huvudstaden Teheran. Ḩasāsaneh-ye Yek ligger 13 meter över havet och antalet invånare är 202.
Terrängen runt Ḩasāsaneh-ye Yek är mycket platt. Runt Ḩasāsaneh-ye Yek är det ganska glesbefolkat, med 38 invånare per kvadratkilometer. Närmaste större samhälle är Hoveyzeh, 6,2 km sydost om Ḩasāsaneh-ye Yek. Omgivningarna runt Ḩasāsaneh-ye Yek är i huvudsak ett öppet busklandskap.